# 鄭宜
鄭宜，字赓三，永定人，清朝政治人物、同進士出身。
雍正二年（1724年），登進士，授龙泉县知縣。